# Gran Premi del Canadà del 2019
El Gran Premi del Canadà de Fórmula 1, la setena cursa de la temporada 2019, ès disputà en els dias 07 a 09 de juny de 2019, en el Circuit Gilles Villeneuve en Mont-real, Canadà.

## Qualificació
La qualificació es va realitzar en el dia 8 de juny.
| Pos                  | No | Pilot              | Constructor           | Part 1   | Part 2    | Part 3    | Sortida |
| -------------------- | -- | ------------------ | --------------------- | -------- | --------- | --------- | ------- |
| 1                    | 5  | Sebastian Vettel   | Ferrari               | 1:11.200 | 1:11.142  | 1:10.240  | 1       |
| 2                    | 44 | Lewis Hamilton     | Mercedes              | 1:11.518 | 1:11.010  | 1:10.446  | 2       |
| 3                    | 16 | Charles Leclerc    | Ferrari               | 1:11.214 | 1.11.205  | 1:10.920  | 3       |
| 4                    | 3  | Daniel Ricciardo   | Renault               | 1:11.837 | 1:11.532  | 1:11.071  | 4       |
| 5                    | 10 | Pierre Gasly       | Red Bull-Honda        | 1:12.023 | 1:11.196  | 1:11.079  | 5       |
| 6                    | 77 | Valtteri Bottas    | Mercedes              | 1:11.229 | 1:11.095  | 1:11.101  | 6       |
| 7                    | 27 | Nico Hülkenberg    | Renault               | 1:11.720 | 1:11.553  | 1:11.324  | 7       |
| 8                    | 4  | Lando Norris       | McLaren-Renault       | 1:11.780 | 1:11.735  | 1:11.863  | 8       |
| 9                    | 55 | Carlos Sainz Jr.   | McLaren-Renault       | 1:11.750 | 1:11.572  | 1:13.981  | 111     |
| 10                   | 20 | Kevin Magnussen    | Haas-Ferrari          | 1:12.107 | 1:11.786  | Sin temps | PL2     |
| 11                   | 33 | Max Verstappen     | Red Bull-Honda        | 1:11.619 | 1.11.800  |           | 9       |
| 12                   | 26 | Daniïl Kviat       | Toro Rosso-Honda      | 1:11.619 | 1:11.921  |           | 10      |
| 13                   | 99 | Antonio Giovinazzi | Alfa Romeo-Ferrari    | 1:12.122 | 1:12.193  |           | 12      |
| 14                   | 23 | Alexander Albon    | Toro Rosso-Honda      | 1:12.020 | 1:12.193  |           | 13      |
| 15                   | 8  | Romain Grosjean    | Haas-Ferrari          | 1:12.109 | Sin temps |           | 14      |
| 16                   | 11 | Sergio Pérez       | Racing Point-Mercedes | 1:12.197 |           |           | 15      |
| 17                   | 7  | Kimi Räikkönen     | Alfa Romeo-Ferrari    | 1:12.230 |           |           | 16      |
| 18                   | 18 | Lance Stroll       | Racing Point-Mercedes | 1:12.266 |           |           | 17      |
| 19                   | 63 | George Russell     | Williams-Mercedes     | 1:13.617 |           |           | 18      |
| 20                   | 88 | Robert Kubica      | Williams-Mercedes     | 1:14.393 |           |           | 19      |
| 107% Temps: 1:16.184 |    |                    |                       |          |           |           |         |
| Font                 |    |                    |                       |          |           |           |         |

Notes
- ^1 Carlos Sainz Jr. fou penalitzat amb tres posicions en la graella de sortida després de obstaculitzar a Alexander Albon, quan aquest estava en una de les seves voltes ràpides.[3]

- ^2 Kevin Magnussen sortirà des del carrer de boxes, després d'estar obligat a canviar el xassís del seu monoplaça, al patir un accident al final de la Q2.[4]

## Resultats de la Cursa
La cursa de la fórmula 1 es va celebrar el dia 9 de juny.
| Pos.                                                         | No. | Driver             | Constructor               | Laps | Time/Retired | Grid | Points |
| ------------------------------------------------------------ | --- | ------------------ | ------------------------- | ---- | ------------ | ---- | ------ |
| 1                                                            | 44  | Lewis Hamilton     | Mercedes                  | 70   | 1:29:07.084  | 2    | 25     |
| 2                                                            | 5   | Sebastian Vettel   | Ferrari                   | 70   | +3.6581      | 1    | 18     |
| 3                                                            | 16  | Charles Leclerc    | Ferrari                   | 70   | +4.696       | 3    | 15     |
| 4                                                            | 77  | Valtteri Bottas    | Mercedes                  | 70   | +51.043      | 6    | 132    |
| 5                                                            | 33  | Max Verstappen     | Red Bull Racing-Honda     | 70   | +57.655      | 9    | 10     |
| 6                                                            | 3   | Daniel Ricciardo   | Renault                   | 69   | +1 Volta     | 4    | 8      |
| 7                                                            | 27  | Nico Hülkenberg    | Renault                   | 69   | +1 Volta     | 7    | 6      |
| 8                                                            | 10  | Pierre Gasly       | Red Bull Racing-Honda     | 69   | +1 Volta     | 5    | 4      |
| 9                                                            | 18  | Lance Stroll       | Racing Point-BWT Mercedes | 69   | +1 Volta     | 17   | 2      |
| 10                                                           | 26  | Daniil Kvyat       | Scuderia Toro Rosso-Honda | 69   | +1 Volta     | 10   | 1      |
| 11                                                           | 55  | Carlos Sainz Jr.   | McLaren-Renault           | 69   | +1 Volta     | 11   |        |
| 12                                                           | 11  | Sergio Pérez       | Racing Point-BWT Mercedes | 69   | +1 Volta     | 15   |        |
| 13                                                           | 99  | Antonio Giovinazzi | Alfa Romeo Racing-Ferrari | 69   | +1 Volta     | 12   |        |
| 14                                                           | 8   | Romain Grosjean    | Haas-Ferrari              | 69   | +1 Volta     | 14   |        |
| 15                                                           | 7   | Kimi Räikkönen     | Alfa Romeo Racing-Ferrari | 69   | +1 Volta     | 16   |        |
| 16                                                           | 63  | George Russell     | Williams-Mercedes         | 68   | +2 Voltes    | 18   |        |
| 17                                                           | 20  | Kevin Magnussen    | Haas-Ferrari              | 68   | +2 Voltes    | PL   |        |
| 18                                                           | 88  | Robert Kubica      | Williams-Mercedes         | 67   | +3 Voltes    | 19   |        |
| Ret                                                          | 23  | Alexander Albon    | Scuderia Toro Rosso-Honda | 59   | Col·lisió    | 13   |        |
| Ret                                                          | 4   | Lando Norris       | McLaren-Renault           | 8    | Suspensions  | 8    |        |
| Volta ràpida: Valtteri Bottas (Mercedes) – 1:13.078 (lap 69) |     |                    |                           |      |              |      |        |
| Fonts:                                                       |     |                    |                           |      |              |      |        |

Notes
- ^1 Inclòs 1 punt extra per la volta ràpida.
- ^2 Sebastian Vettel guanyò la cursa, però va ser penalitzat amb la suma de 5 segons al seu temp final per tornar a la pista de manera insegura i forçar a un altre pilot a sortir de la pista, pel perdiò el primer lloc amb Lewis Hamilton.[8]

## Classificació després de la cursa
| Pos. | Pilot            | Punts | Canvis |
| ---- | ---------------- | ----- | ------ |
| 1    | Lewis Hamilton   | 162   | =      |
| 2    | Valtteri Bottas  | 133   | =      |
| 3    | Sebastian Vettel | 100   | =      |
| 4    | Max Verstappen   | 88    | =      |
| 5    | Charles Leclerc  | 72    | =      |

| Pos. | Constructor     | Punts | Canvis  |
| ---- | --------------- | ----- | ------- |
| 1    | Mercedes        | 295   | =       |
| 2    | Ferrari         | 172   | =       |
| 3    | Red Bull-Honda  | 124   | =       |
| 4    | McLaren-Renault | 30    | =       |
| 5    | Renault         | 28    | Augment |